# Daniel Rojas Pachas
Daniel Rojas Pachas né le 15 mars 1983 à Lima, est un écrivain, éditeur, poète et académicien chilien.

## Biographie
Né en 1983, il a grandi entre Lima et Arica. Il est titulaire d'un diplôme en pédagogie et communication et d'un master en sciences de la communication de l'université de Tarapacá. Il a obtenu un diplôme de troisième cycle en littérature hispano-américaine à l'université de Guanajuato. Après huit ans de production littéraire et de gestion culturelle au Mexique, il vit actuellement en Belgique, où il dirige la maison d'édition Cinosargo. Il estaffilié à l'université de KU Leuven, où il mène des recherches sur les récits d'Enrique Lihn et de Roberto Bolaño.
Rojas Pachas est connu pour son roman Random et son travail académique consacré aux auteurs latino-américains. En 2015, il a reçu le prix de la gestion culturelle des arts et du patrimoine du Ministère chilien de la culture, des arts et du patrimoine. À propos de son œuvre poétique, la lauréate du Prix national de littérature chilien 2024, Elvira Hernández a déclaré: «L'auteur, par conviction, est de l'autre côté. Passé au crible de l'autobiographie quasi picaresque, par quelque ressource non liée à la science-fiction, il sera aussi de l'autre côté de la référentialité. Daniel Rojas Pachas connaît les vicissitudes de cette autorité autrefois héroïque: l'histoire du péché perdu de l'originalité, de l'effacement, de la rature, du décentrement, de la pulvérisation qui sont aujourd'hui des lieux communs".
En 2013, Pachas a été anthologisé avec Alejandro Zambra, Nona Fernández et Mike Wilson dans le livre «.CL textos de frontera» de l'Université Alberto Hurtado. En 2014, il a fait partie du livre Chronicles: «Ciudad Fritanga» avec des auteurs tels que Lina Meruane et Jorge Baradit. Les critiques ont déclaré ce qui suit: «L'écrivain et éditeur Daniel Rojas Pachas (Cristo Barroco, Tea Party), qui réussit à faire mouche avec une prose expérimentale, dialogue avec Arica. L'allégorie qu'il fait du Centre commercial du Pacifique est exacte pour illustrer le centralisme des ariquenos, leurs qualités chauvines et leur tendance à l'auto-abandon". En 2021, il est anthologisé dans un livre de contes latino-américains contemporains «Bajo la soledad del Neon» avec Guadalupe Nettel et Liliana Colanzi. En 2023, il présente à la Foire internationale du livre de Guadalajara son essai dédié à Manuel Scorza dans le livre Olafo y los amigos publié au Mexique par l'Institut culturel du gouvernement de Guanajuato.

## Œuvres

### Poésie
- SOMA2 (Literal Ediciones 2012, México)  (ISBN 978-956-332-822-6)
- Carne (LUMA 2017, Zúrich - Organisé par Hans Ulrich Obrist, Simon Castets, Kenneth Goldsmith)  (ISBN 978-1-365-97699-5)
- Allá fuera está ese lugar que le dio forma a mi habla (Navaja 2019, Chile)  (ISBN 978-956-09269-0-6)
- Mecanismo destinado al simulacro (Municipalidad Metropolitana de Lima 2022)
- Morgue y otros poemas: Traduction et notes par Daniel Rojas Pachas (Sauvage Atelier 2024, México)[16]  (ISBN 978-607-59630-7-5)

### Essais
- Realidades Dialogantes Essais sur Reinaldo Arenas, Roberto Bolaño, Ernesto Sabato, Guillermo Cabrera Infante et Miguel Ángel Asturias. (Fondart 2008).  (ISBN 978-956-332-822-6)
- El arte de la cháchara: la poética de lo abigarrado en las novelas de Enrique Lihn (Los Perros Románticos 2023, Chile)  (ISBN 978-956-9594-54-0)

### Romans
- Random[17] (Narrativa Punto Aparte 2014, Chile)  (ISBN 978-956-9091-07-0)
- Video Killed the Radio Star (Narrativa Punto Aparte 2016, Chile)  (ISBN 978-956-9091-18-6)
- Rancor[18] (Los Perros Románticos 2018, Chile)  (ISBN 978-956-9594-20-5)